# 马里奥·耶佩斯
马里奥·阿尔伯托·耶佩斯·迪亚斯（Mario Alberto Yepes Díaz）（1976年1月13日-），是一名哥伦比亚足球运动员，司职中后卫，2010年夏天他以34岁高龄自由转会加盟意甲巨人AC米兰。

## 俱乐部生涯
耶佩斯的职业生涯始于1995年加盟本国球会科尔图洛，起初耶佩斯的场上位置是中锋，但是后来教练发现了他的防守天赋要更高便令其改打中卫。真正令他扬名的时候是1998年转会卡利體育會，在那里他赢得了2次国内联赛冠军。
1999年耶佩斯转会去了阿根廷豪门河床，在河床耶佩斯真正成为了一名球星并且随队拿下了两个阿根廷联赛冠军。之后有几家意大利和英格兰的球会开始对耶佩斯进行考察，当时他的绰号叫“El Ray（闪电先生）”不过最终是来自于法甲的传统强队南特在2002年将其签下，于是他用自己的抢眼表现成为了法甲炙手可热的中卫球员。2004年法甲另一支强队巴黎圣日耳曼买断了他的合同，在巴黎也是这位哥伦比亚中后卫生涯效力最久的一家球会，并人送外号“超级马里奥（马里奥为其名）”。2008年耶佩斯由于年龄已经偏大失去了主力位置于是转会切沃，不过他只和俱乐部签下2年合同。
2010年3月份切沃俱乐部就确认耶佩斯不会同球队续约自由加盟豪门球队AC米兰。7月1日米兰俱乐部副主席加利亚尼宣布耶佩斯作为法瓦利的代替者正式加盟球队。2011年10月23日，耶佩斯在AC米兰客场挑战莱切的比赛中头球顶入其加盟AC米兰后的首粒进球，帮助球队在上半场三球落后的情况下3-4实现大逆转取胜。

## 国家队
从1999年起耶佩斯共为哥伦比亚国家队出场超过70次，包括2001年帮助国家队赢得了当年的美洲杯。